# Villiers-Couture
Villiers-Couture település Franciaországban, Charente-Maritime megyében. Lakosainak száma 108 fő (2022. január 1.). Villiers-Couture Chives, Fontaine-Chalendray, Romazières, Aubigné, Couture-d’Argenson és Villemain községekkel határos.

## Népesség
A település népessége az elmúlt években az alábbi módon változott:
| Lakosok száma | 171  | 171  | 163  | 156  | 128  | 125  | 116  | 110  | 109  | 108  |
|               | 1968 | 1982 | 1990 | 2006 | 2013 | 2015 | 2017 | 2019 | 2020 | 2022 |